# Павлик, Бронислав
Бронислав Павлик (пол. Bronisław Pawlik; 8 января 1926 — 6 мая 2002) — польский актёр театра, кино, радио, телевидения и кабаре

## Биография
Бронислав Павлик родился 8 января 1926 года в Кракове. Актёрское образование получил в Studio Dramatyczne Иво Галля в Кракове, которое окончил в 1946 году. Дебютировал в театре в 1947 г. Актёр театров в Гданьске (Театр «Побережье» 1946—49), Лодзи (Театр им. Ярача 1949—52) и с 1952 года в Варшаве (Национальный театр, Польский, «Атенеум», Всеобщий, Современный). Принимал участие в радиоспектаклях «театра Польского радио», спектаклях «театра телевидения» и в телевизионном «Кабаре джентльменов в возрасте». Умер 6 мая 2002 года в Варшаве, похоронен на варшавском кладбище Старые Повонзки.

## Избранная фильмография
- 1953 — Целлюлоза — Леон Крусевич
- 1954 — Под фригийской звездой — Леон Крусевич
- 1954 — Карточный домик — советский солдат
- 1955 — Часы надежды — Щежуя, парикмахер
- 1956 — Варшавская сирена — Кот
- 1957 — Ева хочет спать — Цяпала, милиционер
- 1957 — Шляпа пана Анатоля — капитан милиции
- 1958 — Прощания — польский солдат
- 1959 — Инспекция пана Анатоля — поручник Станислав Заремба, прикидывающийся лакеем
- 1959 — Орёл — мат Рокош
- 1959 — Крест храбрых — Флёрчак
- 1960 — Косоглазое счастье (Шесть превращений Яна Пищика) — солдат
- 1960 — Муж своей жены — Михал Карч, композитор
- 1960 — Пиковый валет — Игнаций, друг Каваняса
- 1960 — Тысяча талеров — Марек Драпка
- 1961 — История желтой туфельки — Грегориус
- 1962 — Клуб холостяков — Ян Пёрунович
- 1962 — Одно другого интересней — Бронек, отец «Горошка»
- 1963 — Беспокойная племянница — Флорек
- 1964 — Загонщик — Михал — главная роль
- 1966 — Ад и небо — отшельник
- 1966 — Дон Габриэль — профессор Габриэль Томицкий
- 1967 — Ставка больше, чем жизнь (телесериал) — Гжегож, антиквар (в сериях 5, 8, 14)
- 1967 — Отец / Ojciec — директор школы
- 1967 — Невероятные приключения Марека Пегуса / Niewiarygodne przygody Marka Piegusa — редактор, друг Марека
- 1968 — Графиня Коссель / Hrabina Cosel — алхимик Боттингер
- 1968 — Волчье эхо — Матущак
- 1969 — Как добыть деньги, женщину и славу — парикмахер
- 1969 — Новый / Nowy — мастер Кендерский
- 1971 — Голубое, как Чёрное море — директор обувной фабрики
- 1971 — Беспокойный постоялец — Мариан Пиотровский
- 1974 — Земля обетованная — нищий
- 1974 — Нет розы без огня — администратор
- 1974 — Тут крутых нет — директор сельскохозяйственного кооператива
- 1978 — Кукла (телесериал) — Игнаций Жецкий
- 1978 — Семья Поланецких (телесериал) — профессор Васковский
- 1978 — Кошки это сволочи — врач
- 1978 — Что ты мне сделаешь, когда поймаешь — Роман Ферде, фотограф
- 1980 — Карьера Никодима Дызмы (телесериал) — Леон Куницкий
- 1980 — Мишка — работник в Спортивном Клубе «Радуга»
- 1982 — Да сгинет наваждение — Пясецкий, отец Витека
- 1982 — Пансион пани Латтер — Згерский, кредитор пани Латтер
- 1983 — Академия пана Кляксы — король Бронислав
- 1983 — Альтернативы 4 (телесериал) — Дионизий Цихоцкий
- 1985 — Ох, Кароль — тесть Кароля
- 1985 — Детские сцены из жизни провинции — старик Х.
- 1986 — Предупреждения (телесериал) — Станислав Лесиак, таксист
- 1987 — Табу — органист
- 1987 — Комедиантка — железнодорожник Орловский, отец Янки
- 1987 — Маримонтская соната — Билиньский
- 1988 — Лебединая песня — Зыга, кинорежиссёр
- 1989 — Моджеевская — Ян Ясиньский
- 1990 — Декалог 8 — филателист
- 1991 — Гражданин мира — Пала, учитель
- 1993 — Лучше быть красивой и богатой — вахтёр на фабрике
- 1995 — Ничего смешного — цензор на просмотре фильма Адама

## Признание
- Серебряный приз за роль в фильме «Орёл» — I Московский международный кинофестиваль (1959).
- Кавалерский крест Ордена Возрождения Польши (1965).
- Награда «Комитета в дела радио и телевидение» (1967).
- Нагрудный знак 1000-летия польского государства (1967).
- Награда председателя «Комитета в дела радио и телевидение» (1979).
- Заслуженный деятель культуры Польши (1980).
- Приз за мужскую роль второго плана в фильме «Табу» — Гдыньский кинофестиваль (1988)
- «Wielki Splendor» — приз «Польского радио» лучшему актеру радиопостановок (1988).
- Награда Министра культуры и искусства Польши (2000).
- Командорский крест Ордена Возрождения Польши (2001).